# Siliqua patula
Siliqua patula е соленоводна мида от семейство Pharidae употребявана от хората като източник на храна.

## Разпространение
Видът обитава западното тихоокеанско крайбрежие от Алеутските острови на север, през Аляска, Британска Колумбия като достига на юг до Пизмоу Бийч в Калифорния. Обитава пясъчни дъна в заливаемата крайбрежна зона на максимална дълбочина до 9,1 метра.

## Описание
Видът има удължена овална черупка с размери 7,6 до 15 cm в южните части на ареала. На север представителите имат по-големи размери като рекорда е при мида с дължина до 28 cm в Аляска.